# 天鵝座χ
天鵝座χ 是在天鵝座的一顆米拉型變星，也是一顆S-型星，距離太陽系系大約600光年。.
天鵝座χ是一顆漸近巨星分支星，是一顆演化接近生命盡頭，表面溫度很低和明亮的紅巨星。它在1686年被發現是一顆變星，其視星等從裸眼可見的3.3等至微弱到需要口徑30公分的望遠鏡才能看見的14.2等。

## 歷史

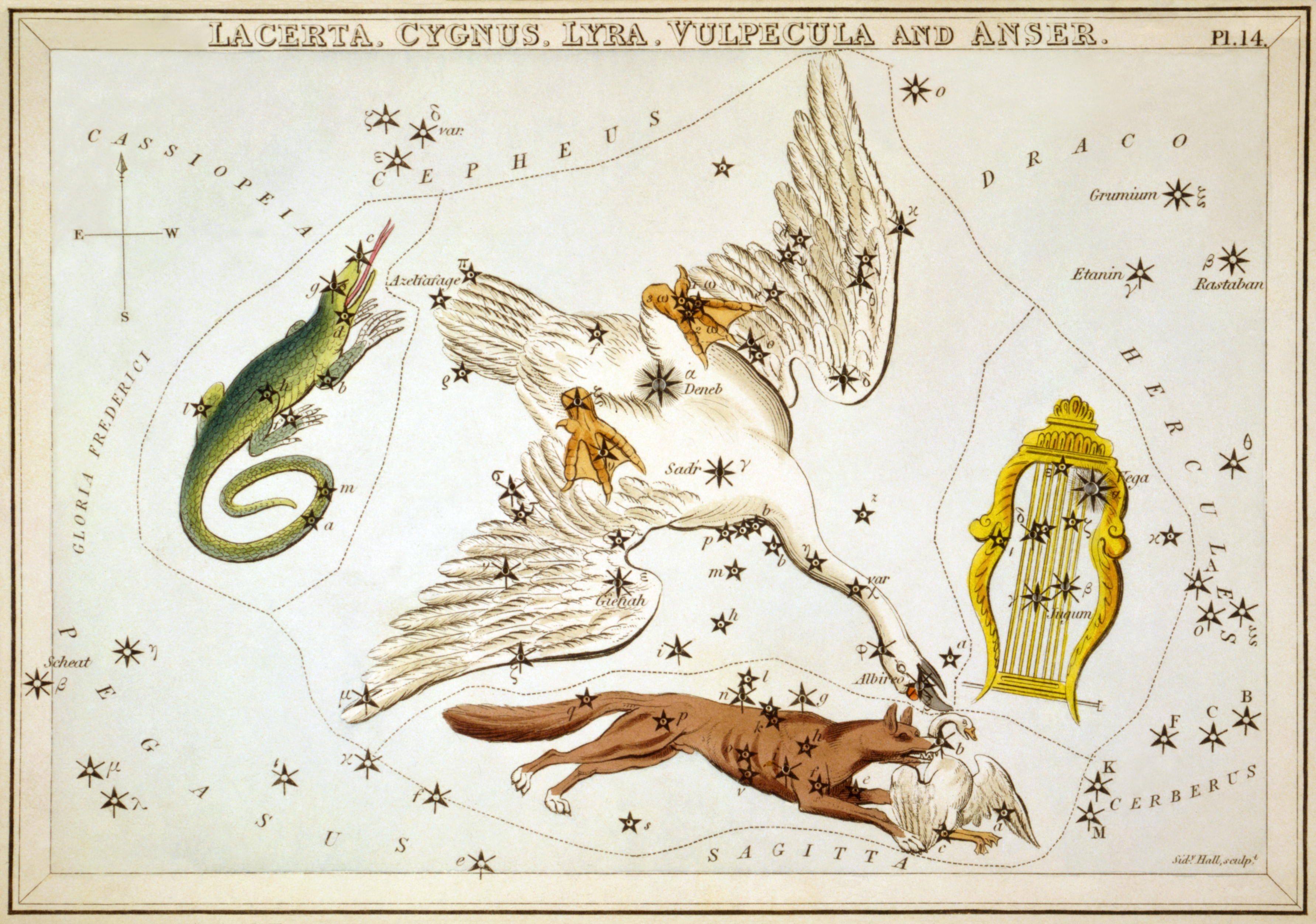
在烏拉尼亞之鏡這張星圖中，在天鵝座χ旁標示著var，顯示當時已知它是一顆變星。

佛蘭斯蒂德記錄的天鵝座 17，就是拜耳命名的天鵝座χ。但是，當時可能看不見這顆星，但也沒有進一步的資訊，直到1816年才注意到其差異。拜耳記錄天鵝座χ為4等星，幾乎就是它的最大亮度。
天文學家戈特弗里德·基希在1686年發現天鵝座χ的變異性。當時它是在研究狐狸座CK所在的天空區域並進行觀測，他注意到拜耳標示的天鵝座χ在他自己編輯的測天圖中並未標示出來。他繼續監視這個區域，在1686年10月19日記錄這顆星是5等星。
基什認為天鵝座χ是一顆週期404.5天的規則變星，但很快就注意到周期和遍光幅度都會變化。湯瑪斯·迪克寫到：
"馬拉迪（Maraldi）和卡西尼解析這顆星的變光週期是405天；但是從皮戈特（Mr. Pigot）觀測的平均值來看，似乎只有392天，至多也只有396-7/8天。

"與它相關的具體資料是： 
1. 當它全亮時，在兩週內沒有明顯的變化。
2. 從11等至全亮度，大約是3.5個月，在變暗時也是如此；因此在6個月內，它可以被視為是看不見的。
3. 它也不是每次都能達到相同程度的亮度，有時是5等星，有時是7等星。

"它位於天鵝座的頸部，與"β"和"γ"的距離幾乎相等，從"α"（天津四）向南，距離大約12度，並標示為"χ" 
直到19世紀，這顆恆星只是偶爾被觀測。阿格蘭德和施密特在1845年至1884年進行了持續的觀測。這是第一批顯示出光度變化極小值的觀測結果。自20世紀初以來，一直有好幾位觀測者密切的觀測它。
最早天鵝座χ只有接近最大光度時的光譜。它們顯示微弱的吸收線疊加在明亮的發射譜線上，在最大亮度時的光譜通常歸類為M6e附近。在引入S類後，天鵝座χ被視為M類和S類之間的中間環節，例如S5e或M6-M8e。後來，更靈敏的光譜給出接近最小值的光譜類型晚到M10 或S10,1e。根據旨在更好的反映M星和碳星之間的分級修正過的S-型星分類系統，在正常最大值的天鵝座χ歸類為S6Zr2Ti6或S6+/1e，被認為相當於MS6+。儘管在最低亮度下未曾進行測量，在不同階段的光譜類型範圍從S6/1e到S9/1e。
在1975年，檢測到天鵝座χ的SiO邁射。2010年檢測到天鵝座χ的大氣層中有水（H2O）的發射線，但尚未找到水邁射。

## 變異性

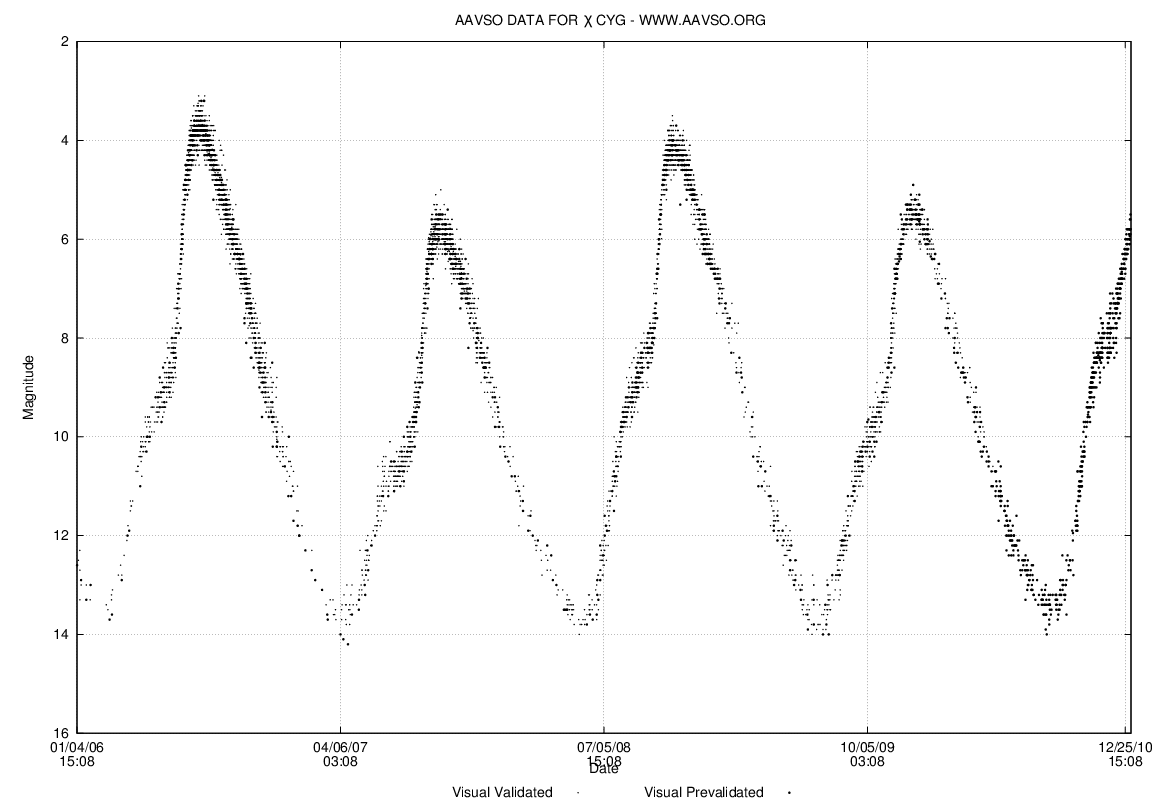
天鵝座χ從2006年至2010年的光度曲線。請注意，日期格式為MM/DD/YY。

天鵝座χ顯示出是所有脈動變星中視星等變化最大的之一。觀測到的極端值分別是3.3等和14.2等，亮度變化超過10,000倍。平均最大亮度約為4.8等，平均最小亮度約為13.4等。光度曲線在週期和週期之間相當一致，上升比下降陡峭。大約從最小值到最大值的一半有一個"起伏"，這時亮度的增加會暫時減緩，然後很快的上升到最大值。在週期超過300天的米拉型變星的光度曲線中，顛簸之後的快速上升是常見的特徵。上升的時間大約是下降時間的41-45%。
最大和最小的幅度因週期而異：最大可能會亮過4.0等或比6.0等暗淡；最小可以比14.0等更暗或亮過11.0等。2015年的最大亮度可能是近10年來最暗的，幾乎只達到6.5等，而不到10年前的2006年 ，最大值是一個多世紀來最亮的3.8等。一些所謂的最亮極小值可能只是觀測未能涵蓋到完整的週期。英國天文學會和美國變星觀測者協會的長期觀測資瞭顯示，在整個20世紀的最小值持續出現在13到14等之間。
從最大值到最大值或最小值到最小值的週期並不一致，並且在平均值的任何一側都最多有40天的差異。平均週期取決於所使用的觀測週期，但通常為408.7天。有證據表明，在過去三個世紀，平均週期增加了約4天。在短時間內的週期變化似乎是隨機的，而不是週期性的，然而長期的週期增加可能不是線性的。週期的變化僅在以最大值計算時較為顯著，而僅使用最小值計算時則不明顯。
當亮度變化期間，也觀測到光譜的類型有所不同（從S6到S10），在最大亮度時顯示最早期的光譜。最大值之後，發射線的強度開始增加。接近最小值時，發射線變得非常強大，並且出現許多不尋常的禁線和分子線。
天鵝座χ的直徑可以使用干涉測量術測量。觀測顯示，它的直徑從19毫角秒到26毫角秒不等。大小的變化幾乎與亮度和光譜有著相同的相位。在最小時觀察到的相位為0.94，比最大值早30天。

## 距離
在依巴谷衛星最新的測量，天鵝座χ的周年視差是5.53毫角秒，這相當於590光年的距離。視差只有恆星角直徑的四分之一，統計誤差的幅度約為20% 。蓋亞資料釋放2的視差是0.2663±0.4919 毫角秒。
還可以通過將角直徑的變化與大氣中測得的徑向速度進行比較來推導出距離。這給出一個5.9毫角秒的視差，其精度與直接測量相似，相當於550光年的距離。
早期的研究得出的距離通常較近，像是345光年，370光年，或430光年。根據依巴谷衛星測量計算的原始視差為9.43毫角秒，得到的距離是346光年。
以天鵝座χ的視星等和從周光關係計算得到的絕對星等比較，得出的距離與最新的視差值相容。

## 性質

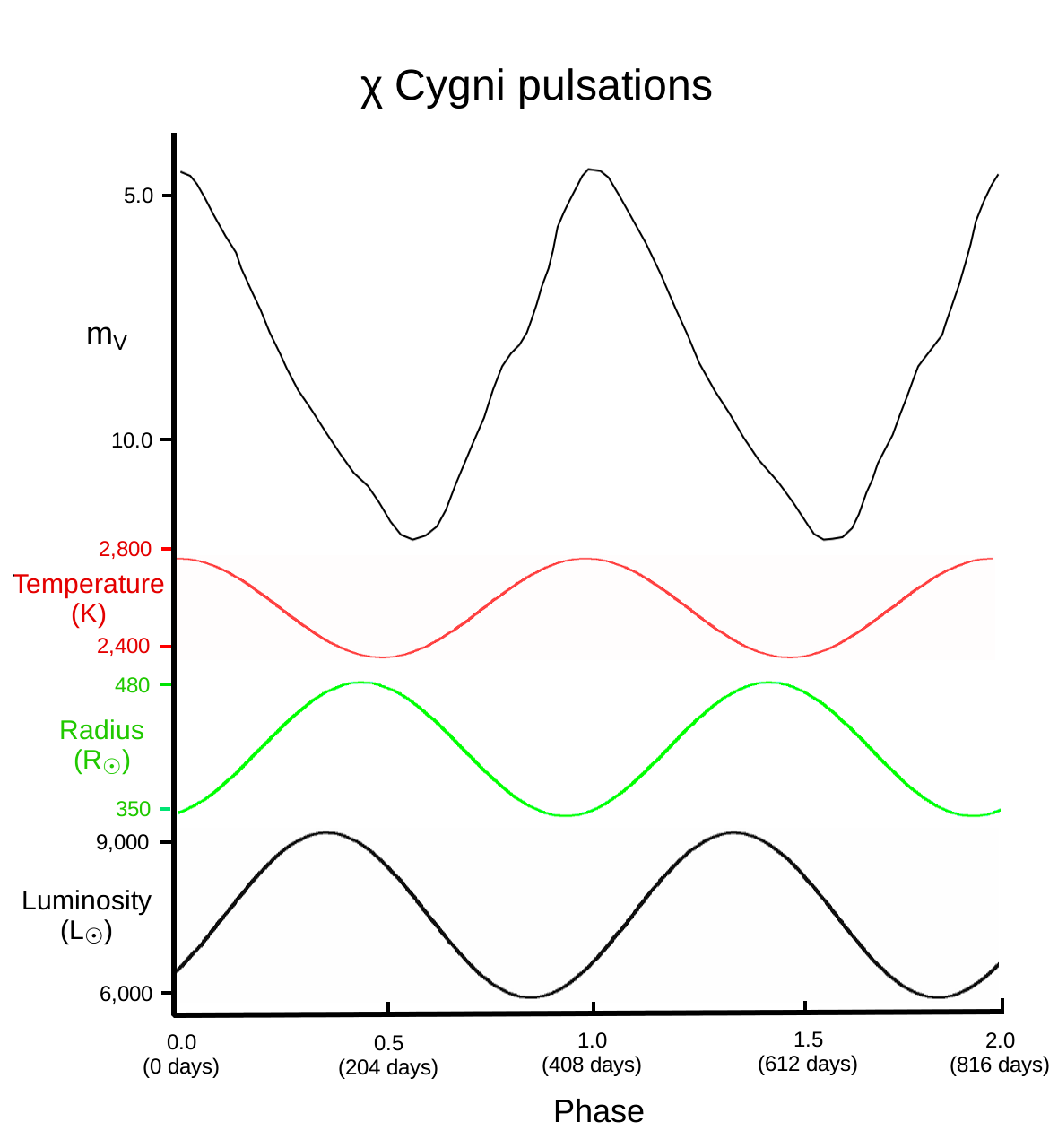
隨著天鵝座χ的脈動，視星等、溫度、半徑和總光度的變化。

天鵝座χ的體積比太陽大許多，表面溫度也低很多，但儘管溫度較低，它的亮度還是比太陽大數千倍。它的脈動、與半徑和溫度以大約409的反覆變化。溫度的範圍在2,400K至2,700K，半徑大約從350 R☉到480 R☉。這些脈動導致恆星的亮度從大約6,000 L☉到 9,000 L☉不等的變化，並且造成視星等的亮度變化超過10等。巨大的視星等量級範圍是電磁輻射隨著溫度升高而從紅外偏移，以及在低溫下形成的分子吸收可見光所造成的。
恆星的視星等與光譜類型和溫度的變化密切相關，但半徑幾乎與溫度無關。最小半徑大約發生在最高溫度之前30天，總光度的變化主要是由恆星大小的變化所推動，最大光度在達到最大半徑和最低溫度之前大約57天發生。光度的變化落後視亮度約四分之一週期，這意味著在恆星最大亮度時光度比最小亮度時微弱。
單獨恆星的質量很難準確的測定。但在天鵝座χ的情況下，它的脈動提供了一種直接測量大氣中層的引力加速度的方法。以這種方法測量的質量是2.1 M☉。應用米拉型變星的週期/質量/半徑經驗關係，給出天鵝座χ的質量是3.1 M☉ref name=lacour/>。經由時速8.5公里的恆星風，天鵝座χ的質量損失率約為每年a millionth M☉。
因為光譜中含有氧化矽和氧化鈦的帶狀譜帶，天鵝座χ通常歸類為S-型星。與其它的S-型星比較，ZrO的波段是微弱的，而可以看到來自VO的頻帶，因此有時被描述為MS，是正常的S型和M型之間的中間型。它也顯示了來自S-過程元素，像是鍀的光譜線。這是米拉型變星在漸近巨星分支中自然產生的。S星是M型恆星之間的中間產物。其大氣中的氧比碳多，而碳星在大氣中的碳含量更多。碳通過第三次上翻的發生，被移動到大氣中。S星的C/O比率介於0.95和1.05之間。天鵝座χ大氣中的C/O比率為0.95，與其作為S/MS星邊界的狀態一致。
天鵝座χ是第一顆被檢測到磁場的米拉型變星。據信，通常在漸近巨星分支恆星中發現的非常微弱磁場，是在恆星大氣層的脈動中被衝擊波放大所致。

## 演化

類似天鵝座χ的中介質量恆星的演化軌跡。

天鵝座χ是在漸近巨星分支上明亮的紅巨星變星。這意味著它已經耗盡了核心的氦，但質量不足以開始燃燒更重的元素，目前正在同心的殼層中燃燒氫和氦。具體來說，它是在漸近巨星分支後期的熱脈衝漸近巨星分支（TP-AGB）階段，也就是處在氦殼層靠近氫殼層，並經歷週期性的殼層氦閃，會有一段時間停止氦融合，並經由氫燃燒的外殼累積新的氦殼層。
因為它們會失去質量，使得內部的殼層離表面越來越近，所以漸近巨星分支星會變得更亮、更大和更低溫。質量的損失增加導致質量減少、光度增加，並且更多的核融合產物被上翻至表面。質量的損失變得非常極端的"提升"漸近巨星分支，以至於它們的溫度開始升高，進入後漸近巨星分支階段，最終成為白矮星。
假設它的脈動停留在不穩定的區域，米拉型變星的演化會造成它的週期增加。然而，這種長期趨勢會被熱脈衝打斷。這些熱脈衝相隔數萬年，但會導致在脈衝後不到一千年的時間裡產生快速的週期變化。檢測到的天鵝座χ 的週期變化，暗示了熱脈衝導致的快速變化結束。脈衝之間的週期變化太慢，尚無法用當前的檢測值檢測出來。
在熱脈衝漸近巨星分支上的熱脈衝，在漸近巨星分支階段結束前會逐漸產生更劇烈的變化。每個脈衝都會導致內部不穩定，從而觸發表面向氫殼層的對流。當對流區域變得足夠深時，它會將核融合的產物帶至表面。這被稱為第三次上翻，然而可以有好幾次的第三次上翻。這些核融合產物在表面的出現，導致M星轉變為S星，最終會成為碳星。
漸近巨星分支星的初始質量和年齡難以準確推導。中間質量恆星損失的質量相對較少，不到10%，到漸近巨星分支階段開始，在這個階段會有很大的質量損失，特別是在熱脈衝漸近巨星分支階段。初始質量非常不同的恆星，在漸近巨星分支上顯示非常相似的屬性。一顆初始質量3 M☉的恆星，大約4億年到達漸近巨星分支階段，然後大約再600萬年到達熱脈衝漸近巨星分支，在這個階段大約再花費100萬年。在抵達熱脈衝漸近巨星分支前大約損失0.1 M☉，在熱脈衝漸近巨星分支階段大約損失0.5 M☉。質量0.6 M☉的碳-氧核心將繼續演化成為白矮星，剩下的包層將剝離，有可能成為行星狀星雲 。

## 外部連結
- Pulsations of χ Cygni（页面存档备份，存于）
- VSX page for χ Cygni（页面存档备份，存于）
- http://jumk.de/astronomie/special-stars/chi-cygni.shtml（页面存档备份，存于）
- Spot the difference – Chi Cyg at max (30 Apr 2013)